# TAROかまやつ

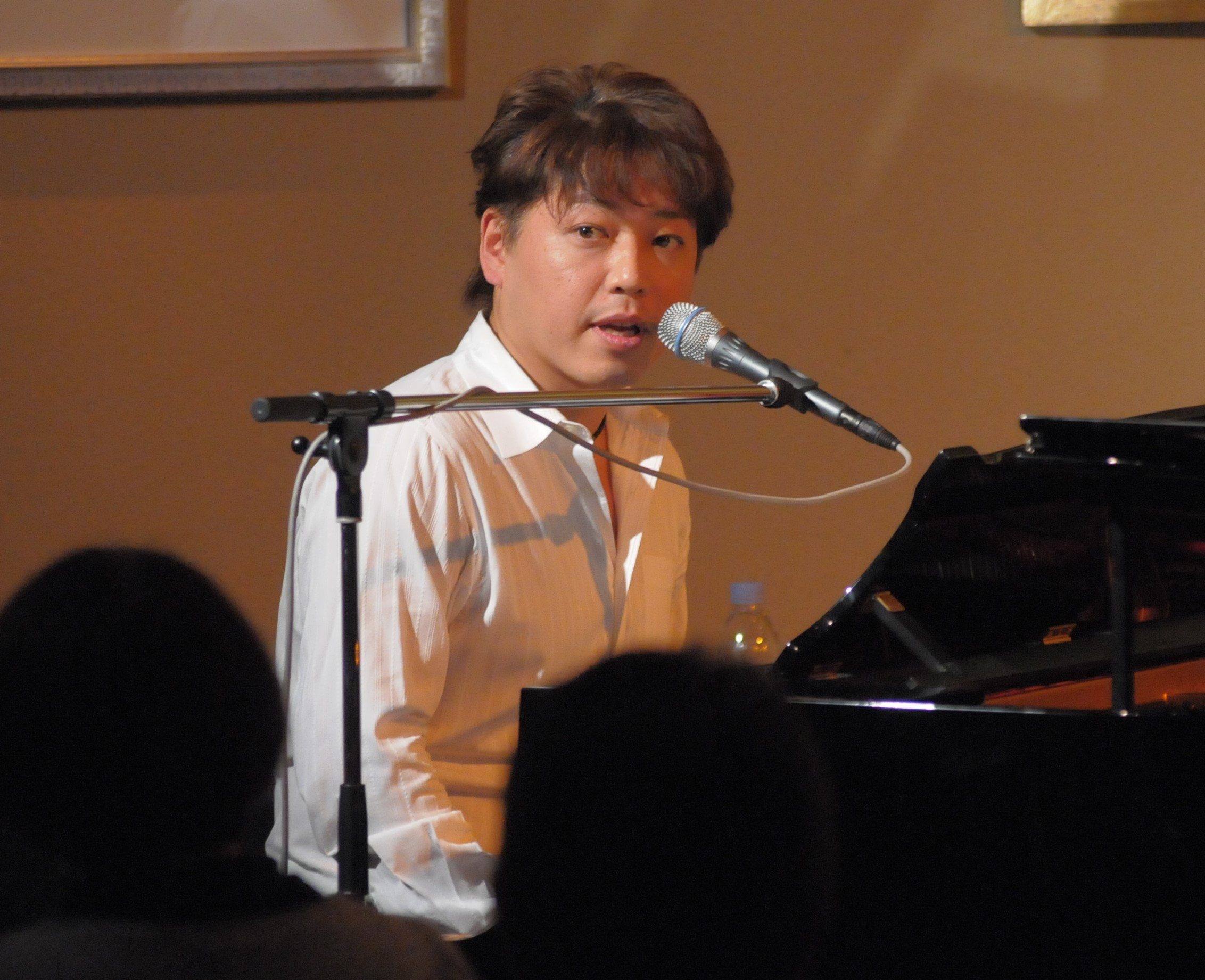

TAROかまやつ（本名：釜萢 太郎、かまやつ たろう、1970年 - ）は、 東京都港区青山出身のミュージシャンでフジテレビジョンの元社員。ピアニスト及びピアノ弾き語りシンガーソングライター。2006年5月25日にJVCケンウッド・ビクターエンタテインメントよりメジャー・デビュー。

## 来歴・人物

### 生い立ち
父にかまやつひろしを、祖父にティーブ・釜萢を持つ音楽一家に生まれた。3歳時より作曲家の黛敏郎にピアノと音楽理論を14年間師事。慶應義塾中等部、慶應義塾高等学校時代は野球部とピアノレッスンとを共に行っていた。

### 大学時代
慶應義塾大学入学と同時に、バーやラウンジ等でピアノのアルバイトをするようになる。次第に作詞・作曲活動も再開。その頃よりクラシックよりもポール・マッカートニー、ビリー・ジョエルといった曲やスタンダードジャズの楽曲を多く演奏する様になる。そんな中、自らのライブでもピアノを弾きながら歌うようになっていった。またこの頃、木下博勝と友人になるなど幅広い交友関係を作った。

### サラリーマン
大学卒業時には音楽家への道も考えたが、「一般社会を一度は見た方がいい。これからの時代は音楽は（サラリーマンの傍らアーティストとして活躍する）小椋佳さんみたいにやる方がいい」という父・ムッシュかまやつの意見を受け、フジテレビジョンに入社。
経理局、事業局、広報局、ネットワーク局を経て、退職前は編成制作局に所属した。事業局時代は主にアーティスト・コンサートの運営に従事。石井竜也などのコンサート・ツアー制作の他、元スパイダースの堺正章、井上堯之、そして父のムッシュかまやつが結成したバンド「ソン・フィルトル」の初の全国コンサート・ツアーのプロデューサーなどを務めた。広報局ではバラエティ番組、連続ドラマを中心に、K-1等の格闘技番組、新春かくし芸大会などの広報担当を務めた。20年半勤務の後、2012年退職。

### メジャー・デビュー
就職後も仕事をする傍ら、趣味として作品を作り続けており、ライブバーでライブ活動を継続していた。2004年秋に、友人たちと作っていたデモテープが関係者の手に渡り、レコード会社のJVCケンウッド・ビクターエンタテインメントよりメジャー・デビューのオファーが来る。その間に父親であるムッシュかまやつは一切介在していないどころか、デビュー前々日に大々的に報じられたスポーツ新聞を見て初めて知ったという。
当時在籍していた広報部の部長であった遠藤龍之介（遠藤周作の子息、現民放連会長兼フジテレビ取締役副会長）の後押しもあり、会社員と音楽家の二足の草鞋を履くことを決意。2006年5月25日マキシシングル「風のわだち」でメジャー・デビュー。
発売当初はフジテレビの企画モノCDと思われる事を嫌い、フジテレビ社員である事を隠していたが、数々の週刊誌やスポーツ新聞などで次々と記事にされ、6月下旬「めざましテレビ」でフジテレビの社員であると発表された。
「風のわだち」は、HMVやタワーレコードなど大手CDショップの予約チャートで最高3位に入るなど前評判が高かった。さらに、発売後の7月下旬には有線リクエストチャートの13位まで上昇した。
2023年10月に東京で行われたライブにおいて、2024年中に新アルバムリリースする準備を現在行っていると語っている。

### ライブ活動
東京・六本木Clapsを拠点としソロライブ活動、全国のイベント出演、他アーティストとのコラボレーションライブなどをマイペースにて行っている。
2023年現在はフジテレビジョン退職後に起業した輸出入事業の代表業を行いながら、マイペースにて音楽活動を行っている。

### 両親の看病で音楽活動休止 相次ぐ死、そして再開
2014年、両親が同時に共に重篤な病気となり、一人っ子ゆえ介護に専念する為に音楽活動を完全に休止、輸出入事業の代表業に専念。2017年2月23日に母親が、同3月1日に父・ムッシュかまやつ逝去。父が亡くなる直前まで「3歳からやってきた音楽とピアノは続けなさいね」としきりに訴えたこと、父の元でキャリアをスタートして以来長らくバックで支えてきたドラマー富岡Grico義広氏とのふれあいにより、約4年休止してた音楽活動を2018年秋より再開した。

## ディスコグラフィー
シングル
- 風のわだち（2006年5月25日、JVCケンウッド・ビクターエンタテインメント） - デビュー・シングル。

アルバム
- ピアノマンの詩（うた） （2006年9月16日、JVCケンウッド・ビクターエンタテインメント） - 1stアルバム。アルバム収録曲「今日のよき日に」はフジテレビ「めざましテレビ」が推し進めている「39プロジェクト」の「ありがとう」をテーマにしたコンピレーション「Thank You!」（2007年6月7日発売）にも収録。
- KEEP ON（2011年11月17日、BEATSISTA） - 2ndミニアルバム。収録の「GOAL」はTBS系全国ネット「チューボーですよ！」のエンディングテーマに採用された。
- TAROかまやつ「ピアノマンの部屋 〜名曲一発勝負ピアノセレクション〜」 - ラジオ番組「ピアノマンの部屋」企画限定CD。店舗流通はしない限定生産CD。ライブ会場で枚数限定で販売されている（不定期）。

### 「ムッシュかまやつ70thアルバム」に参加
音楽プロデューサーの武部聡志がプロデュース、今井美樹、秦基博、THE ALFEE、トータス松本、一青窈、布袋寅泰、堺正章、井上順、甲斐名都、松任谷由実、森山良子、森山直太朗、Microといったアーティストが多数参加し、2009年2月18日にavex-ioより発売されたムッシュかまやつの70歳記念アルバム『1939〜MONSIEUR』に詞曲「ゆっくりと ゆっくりと」を書き下ろし、歌唱及びピアノ演奏で39年ぶりの親子デュエットを行った。

## 音楽一家
- 祖父（父方）は日本のジャズミュージシャン・シンガーの第一人者であるティーブ・釜萢。父の「ムッシュかまやつ」ことかまやつひろしも、音楽界からカリスマ的な尊敬を集めるミュージシャン・シンガー。父方祖母方の親戚には、大叔父（祖母の妹（浅田陽子）の夫）にジャズ奏者の森山久、いとこ叔母（森山久の娘）に森山良子、はとこ（良子の息子）に森山直太朗がいる。
- TAROは森山良子のコンサート、イベントなどで良子の代表曲「あなたが好きで」のピアノ伴奏などで親族共演を果たしている。2006年8月にはJZBratで行われたTAROのライブに良子はムッシュと共に飛入りし2曲を共演した。

## ラジオ番組
2006年4月1日よりAIR-G'とFM山陰（V-Air）の2局ネットのラジオ番組「TAROかまやつ ピアノマンの部屋」をスタートした（キー局のAIR-G'は土曜日20:00-20:30 JST、V-Airは1日遅れネットで日曜日20:30-21:00 JST）。FMは2007年3月31日に終了したが、2006年8月よりPodCastより配信。
「名曲一発勝負」のコーナーは毎回番組内で世界の名曲をTAROなりのアレンジでグランドピアノで弾いている。その音源は携帯電話着うたサイト「GLOBAL EXOTICA」でダウンロード出来るシステムになっている。
100回目の放送では、父であるムッシュかまやつがゲスト出演した。

## ムッシュかまやつ七回忌トリビュートコンサート
七回忌となった2023年3月1日にLINE CUBE SHIBUYA(渋谷公会堂)で行われた「ムッシュかまやつトリビュートfor七回忌」に特別出演。
プロデュース武部聡志、松任谷正隆演出による“音楽で七回忌“のコンセプト「演奏する喪主」として、父の古希のアルバムの為に書き下ろした
デュエット曲「ゆっくりゆっくりと」を映像の中の父とピアノ弾き語りの生演奏で共演。
そして、父のスパイダースの盟友、堺正章と井上順と並び3人で踊りながら、スパイダースの名曲「なんとなくなんとなく」を歌唱した。
TAROは「はじめは自分は喪主として挨拶程度で出演や演奏する事を固辞したが、正隆さんの描かれてる素敵なコンセプトをお聞きし出演させて頂く事にしました」と語っている。
ゲストは堺正章、井上順、松任谷由実、今井美樹、森山良子、森山直太朗、Life is grooveのKenken&山岸竜之介と豪華なコンサートとなった。

## 野球
高校時代は慶應義塾高等学校硬式野球部に所属、2009年より現在まで野球チーム「麻布おもいやり軍」のGMを務める。母校の2023年夏の甲子園大会優勝の際には、甲子園まで応援に行く様子がSNSに綴られている。中学生の頃より読売巨人軍・原辰徳のファン。

## 使用楽器
- ピアノ - YAMAHA C-3
- アコースティック・ギター - Gibson J-180 Everly、Martin D-28、Epiphone Texan、Rickenbacker700S、Martin 7-28
- エレクトリック・ギター - Epiphone Casino'62、Rickenbacker660

## 記事
- 札幌・時計台ライブに“ピアノ王子”出現！？( 2007/6/6 ORICONSTYLE )
- ムッシュかまやつ 39年ぶり親子共演「とにかく照れました」(2009/3/6 ORICONSTYLE)
- ムッシュかまやつさん「大衆音楽の殿堂」入り　息子のＴＡＲＯかまやつ「本当にまじめでした」(2018/11/21 スポーツニッポン)
- TAROかまやつがワンマンライブ　父のヒット曲「あの時君は若かった」など披露 (2019/11/1 サンケイスポーツ)
- 「ムッシュかまやつトリビュート　ｆｏｒ　七回忌」　ザ・スパイダース、森山良子・直太朗、ユーミン、今井美樹…豪華メンバーが集結（2022/12/17 サンケイスポーツ)
- 堺正章、井上順、ユーミン、今井美樹らが天国のかまやつひろしさんに届けとばかりに熱唱 ７回忌追悼コンサート(2023/3/2 東京中日スポーツ)
- ムッシュかまやつさん七回忌ライブ　ザ・スパイダース〝復活〟唱！生前の映像と歌声で登場、堺正章＆井上順とヒット曲 (2023/3/2 サンケイスポーツ)
- ユーミンが「中央フリーウェイ」、堺正章＆井上順「ザ・スパイダース」“再結成”　ムッシュ追悼コンサート (2023/3/2 スポーツニッポン)
- 堺正章が井上順がユーミンが森山良子が！ムッシュかまやつさん弔い唱　七回忌トリビュートコンサート (2023/3/2 デイリースポーツ)
- ＜ムッシュかまやつトリビュート for 七回忌＞に堺正章、井上順、森山良子、松任谷由実ら集結 (2023/3/2 BARKS)
- 松任谷由実、森山直太朗ら豪華共演「ムッシュかまやつトリビュート for 七回忌」イベントレポート(2023/3/2 THE FIRST TIMES)
- ムッシュかまやつ七回忌コンサート　ユーミンらゆかりの歌手が歌でしのぶ（2023/3/5 産経新聞)
- 堺正章「お父さんと昔歌っていた歌を息子と…」“TAROかまやつ”との共演に感無量 (2023/12/7 日テレ)
- 堺正章「全然面影はないね」ムッシュかまやつさん長男「TAROかまやつ」とジョーク交え感激初共演(2023/12/7 スポニチ)
- 堺正章、七回忌迎えたムッシュかまやつさんとの思い出の曲　息子のTAROかまやつと歌唱「熱いものがある」(2023/12/7 ORICON NEWS)
- 堺正章　７７歳ド迫力ステージ！！観客興奮の１２曲　かまやつＪｒ．と「あの時君は若かった」コラボ披露 (2023/12/7 デイリースポーツ)
- 堺正章、７回忌のムッシュかまやつさん偲ぶ「皆さんに愛されている素敵なミュージシャン」(2023/12/7 サンスポ)
- 堺正章、かまやつひろしさん息子・TAROとデュエット「お父さんと昔歌ってた」「実現して大変幸せ」(2023/12/7 中日スポーツ)

## 外部サイト
- TAROかまやつ OFFICIAL SITE
- Victor Entertainment
- TAROかまやつ ピアノマンの部屋（AIR-G'）
- かまやつ太郎 (@pianomantaro) - X（旧Twitter）
- かまやつ太郎 (kamayatsu) - Facebook
- かまやつ太郎 (@pianomantaro991cab) - Instagram